# Другі Хормали
Другі Хормали́ (рос. Вторые Хормалы, чув. Хурамал) — присілок у складі Канаського району Чувашії, Росія. Входить до складу Новочелкасинського сільського поселення.
Населення — 233 особи (2010; 272 у 2002).
Національний склад:
- чуваші — 99 %